# RA 11 (Italië)
De RA 11 of raccordo autostradale 11 of superstrada Ascoli-Mare is een autosnelweg in Italië. De RA11 vormt de verbinding tussen Ascoli Piceno en A14 in San Benedetto del Tronto. De RA11 is 26 kilometer lang. 